# Hans Henning Ørberg

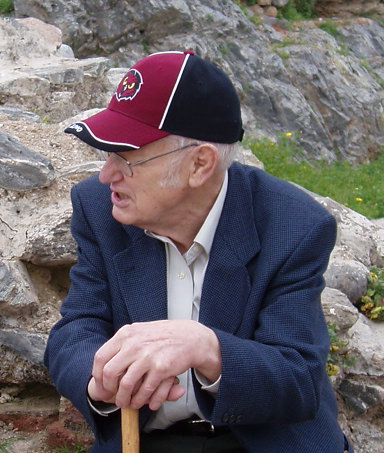
Hans H. Ørberg

Hans Henning Ørberg (* 21. April 1920 in Grenå, Dänemark; † 17. Februar 2010) war ein dänischer Latinist. Er veröffentlichte zahlreiche Lehrbücher, die nicht in der Muttersprache der Schüler, sondern ausschließlich in lateinischer Sprache verfasst sind.

## Karriere
Ørberg arbeitete von 1953 bis 1961 im Naturmetodens Sproginstitut, einem Institut, in welchem Sprachen nach der Direkten Methode der Fremdsprachendidaktik gelehrt werden. Dort entwickelte er einen neuen Lateinkurs auf Latein: LINGUA LATINA SECUNDUM NATURAE RATIONEM EXPLICATA („Die lateinische Sprache nach der natürlichen Methode erklärt“), der 1955 zuerst erschien. Die Besonderheit: Außer dem Namen des Autors sind in diesem Buch keine nicht-lateinischen Wörter vorhanden. Das Buch wurde mehrere Male überarbeitet, u. a. 1983 und 1991, der Titel wurde außerdem in LINGVA LATINA PER SE ILLVSTRATA („Die lateinische Sprache durch sich selbst erklärt“) geändert. In seinem Ruhestand leitete Ørberg den Verlag Domus Latina („Lateinisches Haus“) und hielt in den Vereinigten Staaten und in Europa Vorträge über die Direkte Methode.

## Werke
- Lingua latina per se illustrata : Familia romana, 2. Auflage, 2011.
- Lingua latina per se illustrata : Roma Aeterna, 2. Auflage, 2017.
- Lingua latina per se illustrata : Grammatica Latina, 2006.
- Lingua latina per se illustrata : Exercitia Latina, 2011.
- Lingua latina per se illustrata : Colloquia Personarum, 2. Auflage, 2019.
- Sermones Romani : Ad usum discipulorum.